# آنا كارلسون (ممثلة)
آنا كارلسون (بالسويدية: Anna Carlsson)‏ هي ممثلة سويدية، ولدت في 24 أغسطس 1973 في فرانكفورت في ألمانيا.

## وصلات خارجية
- آنا كارلسون (ممثلة) على موقع IMDb (الإنجليزية)
- آنا كارلسون (ممثلة) على موقع ميوزك برينز (الإنجليزية)
- آنا كارلسون (ممثلة) على موقع ديسكوغز (الإنجليزية)
- آنا كارلسون (ممثلة) على موقع كينوبويسك (الروسية)
- آنا كارلسون (ممثلة) على موقع ANN person (الإنجليزية)